# Municipio de Lakeport (Minnesota)
El municipio de Lakeport (en inglés: Lakeport Township) es un municipio ubicado en el condado de Hubbard en el estado estadounidense de Minnesota. En el año 2010 tenía una población de 845 habitantes y una densidad poblacional de 9,23 personas por km².

## Geografía
El municipio de Lakeport se encuentra ubicado en las coordenadas 47°11′20″N 94°42′25″O / 47.18889, -94.70694. Según la Oficina del Censo de los Estados Unidos, el municipio tiene una superficie total de 91.58 km², de la cual 76,58 km² corresponden a tierra firme y (16.38 %) 15 km² es agua.

## Demografía
Según el censo de 2010, había 845 personas residiendo en el municipio de Lakeport. La densidad de población era de 9,23 hab./km². De los 845 habitantes, el municipio de Lakeport estaba compuesto por el 94,08 % blancos, el 0,24 % eran afroamericanos, el 2,49 % eran amerindios, el 0,24 % eran asiáticos, el 0,24 % eran de otras razas y el 2,72 % eran de una mezcla de razas. Del total de la población el 0,83 % eran hispanos o latinos de cualquier raza.